# Ex oratorio del Santissimo Sacramento
L'ex oratorio del Santissimo Sacramento, conosciuto anche semplicemente come Sacramento (in dialetto mirandolese: al Sacramènt) è un oratorio sconsacrato situato in via Curtatone, a fianco della Duomo di Santa Maria Maggiore, nel centro storico di Mirandola, in provincia di Modena.
Prima del terremoto dell'Emilia del 2012, il Sacramento era utilizzato quale sala culturale polivalente per esposizioni temporanee artistiche o eventi di beneficenza, in quanto edificio sconsacrato da moltissimi anni e di proprietà della parrocchia di Mirandola.

## Storia

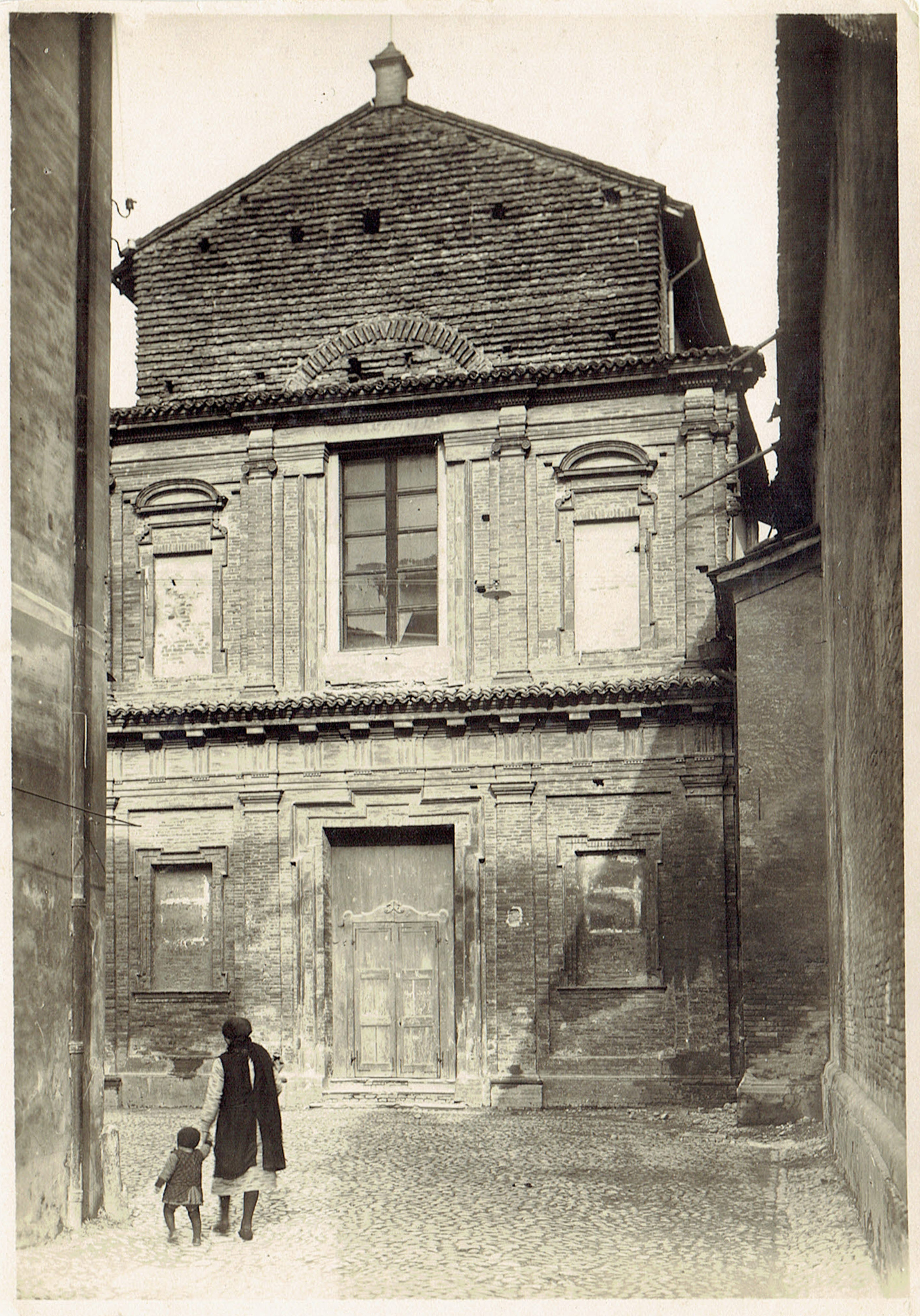
Il SS. Sacramento all'inizio del XX secolo.

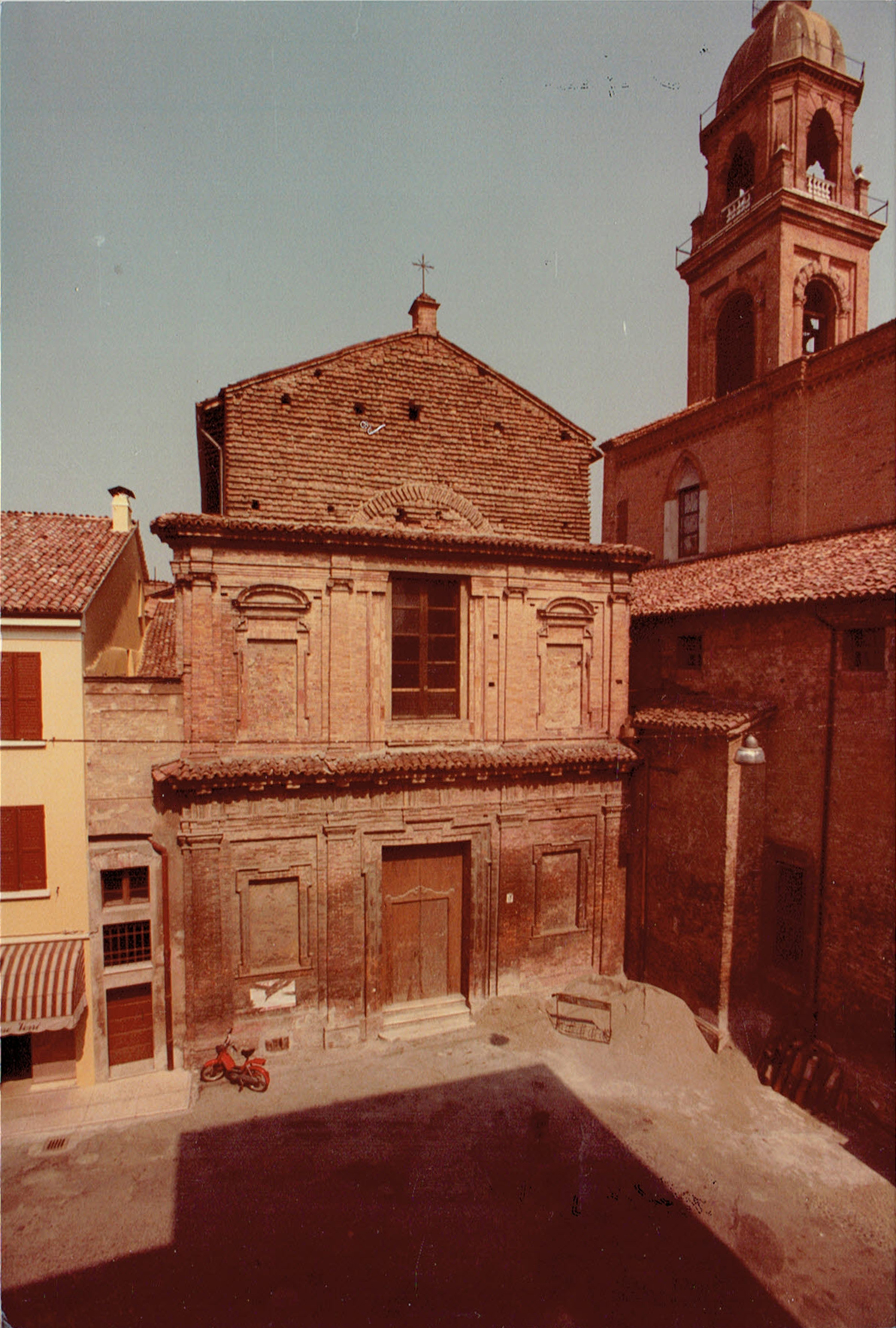
L'oratorio con il campanile del Duomo di Mirandola.

Un primo luogo dove adorare il Sacramento venne accordato nel 1572 alla Confraternita del Santissimo Sacramento sopra la cappella di Sant'Ubaldo all'interno del Duomo. Tuttavia, a seguito dell'acrescimento del numero di fedeli e del conseguente pericolo di crollo, il 16 marzo 1606 venne stipulato un rogito per l'edificazione di un nuovo oratorio.
L'oratorio venne realizzato durante il dominio di Alessandro I Pico, pochi anni dopo il Concilio di Trento in cui venne ribadita la presenza reale di Cristo nell'eucaristia (il "Sacramento") e l'importanza dell'adorazione eucaristica.
Dopo il progetto risalente al 1607, l'edificazione avvenne tra il 1608 e il 1610 con il favore del principe Alessandro I Pico sul lato settentrionale del Duomo e parallelamente, al posto della scuderia prevostale, in posizione arretrata. Il vescovo di Reggio Emilia Claudio Rangoni benedisse l'oratorio il 17 maggio 1609.
Nel 1622 il numero dei fedeli era così accresciuto che la confraternita pretese di poter celebrare la messa in autonomia senza il prevosto e che fosse restituita la campana donata nel 1576 e collocata sul campanile del duomo.
Già nel 1631-1632 si rese necessario l'intervento di Giovanni Zenaroli per rifare il tetto e nel 1676 venne rifatta la facciata. Risale al 1731 il rifacimento della volta, mentre nel 1775-1776 l'oratorio venne restaurato da Giorgio Fedele Meneghini (1711-1783): durante tali lavori andò persa la preziosa Pala della visitazione di Sante Peranda e un dipinto di San Giuseppe.
Nel 1783-1784 venne demolito l'oratorio del Rosario, che si trovava di fronte alla facciata del Sacramento.
Negli anni 1873 e 1875-1876 vennero rifatti gli altari: quelli in legno intagliato andarono distrutti e furono sostituiti da manufatti in scagliola.
Nel 1997-1998 venne svolto un radicale restauro che riportò allo splendore l'oratorio.
A seguito del terremoto dell'Emilia del 2012, come tutti gli edifici storici del centro, anche l'ex oratorio è stato gravemente danneggiato ed è tuttora inagibile. Il crollo del timpano della facciata e gli altri danni diffusi ammontano a 576.818,44 euro. Nel 2020 sono stati avviati i lavori di consolidamento statico e di finitura.

## Descrizione

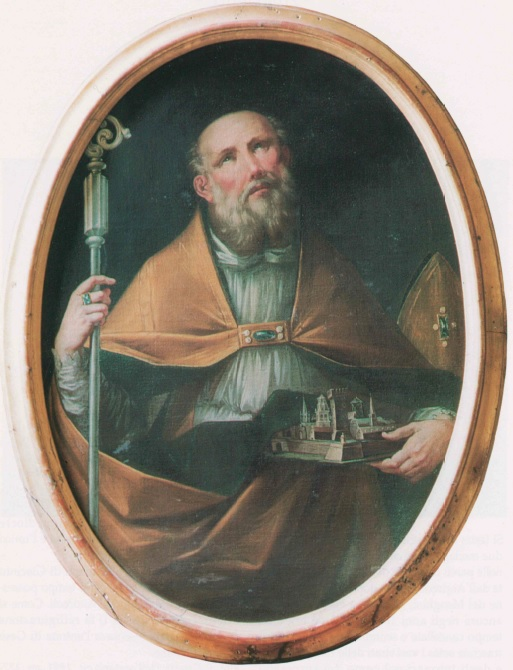
Antonio Consetti, San Possidonio protettore della Mirandola (tribuna dei Principi, a destra dell'ingresso)

La facciata dell'oratorio è in stile barocco, con decorazioni in terracotta; è suddivisa in tre sezioni orizzontali, dal basso verso l'alto, in stile dorico e ionico, mentre il timpano (distrutto nel 2012) era incompiuto e avrebbe dovuto essere in stile corinzio.
L'interno, in stile tardo barocco, è a navata unica con quattro (in origine sei) cappelle laterali dedicate (in senso orario da sinistra partendo dall'ingresso) all'Annunciazione, alla visitazione di Maria a Santa Elisabetta, a San Felice alla Beata Vergine del Carmelo. Tutte le cappelle laterali sono decorate con un altare in scagliola e stucco.
L'altare maggiore del 1776-1777 è posto in maniera scenografica sull'abside frontale, separata da un divisorio a due porte. Sulla parete absidiale vi è una nicchia stuccata da Angelo Maria Bai in cui è incassata una croce lignea semplice (in sostituzione del crocifisso che prima del terremoto del 2012 era sull'altare maggiore del Duomo). Ai lati vi sono le immagini della Madonna addolorata e San Giovanni affrescate nel 1776 da Pietro Leonardi detto il Pesarese (1750-1823).
La sacrestia, una tela raffigurante l'Annunciazione e due medaglioni per il coro raffiguranti L'entrata di Gesù in Gerusalemme e Gesù che consegna le chiavi a Pietro sono opera di Giuseppe Andreoli.